# 法律社会学
法律社会学（Sociology of law），亦称法社会学或社会法学，从字面上可以作两种解释，即本体论意义上的“研究法律与社会的关系”以及方法论意义上的“用社会学的方法研究法律”。
法律社会学是社会学与法学的交叉学科，诞生于19世纪的“社会学帝国主义”时期。由于法律本身便是一种重要的社会现象，因此当时主要的社会学家（即“古典社会学家”）都对法律有所研究，如马克斯·韦伯、卡尔·马克思、涂尔干、托克维尔等，此即法律社会学之滥觞。
进入二十世纪，法律社会学研究表现出两种不同的进路，即经验主义与规范主义。前者强调经验研究、实例考察、对法律行为进行预测、以及严格的价值中立；后者则强调规范分析、制度分析以及价值判断。法律經驗主義經常被人誤解成實證主義，亦即只有引用數據等量化科學統計方法的素材進行研究才屬於法律經驗主義的範疇。然而研究人們生活經驗的方法其實十分多樣，民族誌、口述歷史等方法亦是研究社會生活實況的重要路徑。是故，經驗研究明顯不等同於相信唯有科學研究方法才能得出正確知識的實證主義。而經驗主義與規範主義的分歧源自於于二十世纪的法律社会学研究者部分是社会学家、部分是法学家，给研究带来了不同的思维模式。但这并不表示社会学家一定坚持经验主义或者法学家一定坚持规范主义：以美国为例，威斯康星学派以法律科班出身的为主，但注重经验主义，如哈里·波尔、劳伦斯·弗里德曼等；加州伯克利学派以纯粹的社会学家为主，但注重规范主义，如菲利普·塞尔兹尼克、诺内特等。法律經驗主義的研究近年來在美國逐漸受到更大的重視，例如學者 Theodore Eisenberg 在著作中指出法實證的學術研究與研討活動均較之前增加，學者 Michael Heise則點出歸納生活經驗並研究對於司法判決的形成過程具有影響力。再以台灣法學為例，由於台灣法學受到歐陸法系影響較深，使得台灣法律的研究理路與方向較為偏重規範主義，法學教育長年以來亦較為強調法釋義學，因而也出現呼籲應強化研究法學經驗主義的呼聲。
二十世纪法律社会学的另一特征是欧陆学派与英美学派的区别。由于欧陆法系（大陆法系、罗马法系、民法法系）与英美法系（普通法系、海洋法系）有巨大的差异（这种差异包括法律形式和法律文化），因此造成了两者在法律社会学研究中的不同；另外，以德国为代表的欧陆学术长于抽象思辩和宏大理论的建构，而以美国为代表的英美学术则强调实用主义和对具体事物的分析，也是造成这种差异的原因。
法律社会学与主流的法学之间有着巨大的鸿沟：主流的法学以规范分析法学为基础，具有自己的方法论和研究对象；尤其是由社会学进入法律社会学的研究者，与通常所说的法学家往往是泾渭分明的。但是二十世纪的社会学家本身也是很复杂的，如德国学者哈贝马斯就既是一个社会学家，也是一个哲学家；其代表作《在事实与规范之间（Faktzität und Geltung）》同样既可称为法哲学著作，也可称为法社会学著作。 

## 外部連結
- 台灣法實證研究資料庫 （页面存档备份，存于）：由台灣國科會資助並召集學者收錄發生在台灣社會的各式法律文件，提供一個對所有人開放的免費法律實證研究資源，供學術研究與民眾查詢。